# Robin Udegbe
Robert Udegbe (Kiel, 20 maart 1991) is een Duits voetbalkeeper van Nigeriaanse komaf.

## Loopbaan
Udegbe speelde in Duitsland bij verschillende clubs in de jeugd. In de zomer van 2010 sloot hij aan bij SC Düsseldorf-West waarvoor hij debuteerde in de Niederrheinliga. In januari 2011 werd hij op amateurbasis aangetrokken door VVV-Venlo. Hij begon bij Jong VVV-Venlo en sloot in de zomer van 2011 bij het eerste elftal aan als derde doelman. Hij heeft daar een contract tot 1 juli 2013. Op 20 september 2011 debuteerde hij voor VVV als basisspeler in de bekerwedstrijd tegen sc Heerenveen door blessures bij Dennis Gentenaar en Wilko de Vogt. Begin oktober 2011 tekende hij een profcontract voor twee seizoenen met een optie op nog twee seizoenen. Hij debuteerde op 17 december 2011 in de Eredivisie in de uitwedstrijd tegen NEC als invaller voor de geblesseerd geraakte Wilko de Vogt. In september 2013 tekende hij voor KFC Uerdingen 05 dat in de Regionalliga West uitkomt. Vanaf medio 2015 komt hij uit voor Rot-Weiß Oberhausen. In januari 2019 keerde Udegbe terug bij KFC Uerdingen 05. Medio 2020 ging hij naar SV Straelen, waarna hij in 2022 opnieuw terugkeerde bij KFC Uerdingen 05.

## Clubcarrière
| Seizoen                            | Club                | Competitie           | Competitie | Competitie | Beker | Beker | Overig1 | Overig1 | Totaal | Totaal |
| Seizoen                            | Club                | Competitie           | Wed.       | Dlp.       | Wed.  | Dlp.  | Wed.    | Dlp.    | Wed.   | Dlp.   |
| ---------------------------------- | ------------------- | -------------------- | ---------- | ---------- | ----- | ----- | ------- | ------- | ------ | ------ |
| 2009/10                            | Rot-Weiss Essen II  | NRW-Liga             | 0          | 0          | —     | —     | —       | —       | 0      | 0      |
| 2010/11                            | SC Düsseldorf-West  | Oberliga Niederrhein | 5          | 0          | —     | —     | 0       | 0       | 5      | 0      |
| 2010/11                            | VVV-Venlo           | Eredivisie           | 0          | 0          | 0     | 0     | 0       | 0       | 0      | 0      |
| 2011/12                            | VVV-Venlo           | Eredivisie           | 1          | 0          | 1     | 0     | 0       | 0       | 2      | 0      |
| 2012/13                            | VVV-Venlo           | Eredivisie           | 0          | 0          | 0     | 0     | 0       | 0       | 0      | 0      |
| 2013/14                            | KFC Uerdingen 05    | Regionalliga West    | 28         | 0          | —     | —     | 2       | 0       | 30     | 0      |
| 2014/15                            | KFC Uerdingen 05    | Regionalliga West    | 32         | 0          | —     | —     | 2       | 0       | 34     | 0      |
| 2015/16                            | Rot-Weiß Oberhausen | Regionalliga West    | 34         | 0          | —     | —     | 1       | 0       | 35     | 0      |
| 2016/17                            | Rot-Weiß Oberhausen | Regionalliga West    | 32         | 0          | —     | —     | 1       | 0       | 33     | 0      |
| 2017/18                            | Rot-Weiß Oberhausen | Regionalliga West    | 33         | 0          | —     | —     | 4       | 0       | 37     | 0      |
| 2018/19                            | Rot-Weiß Oberhausen | Regionalliga West    | 20         | 0          | 1     | 0     | 1       | 0       | 22     | 0      |
| 2018/19                            | KFC Uerdingen 05    | 3. Liga              | 0          | 0          | —     | —     | 0       | 0       | 0      | 0      |
| 2019/20                            | KFC Uerdingen 05    | 3. Liga              | 0          | 0          | 0     | 0     | 1       | 0       | 1      | 0      |
| 2020/21                            | SV Straelen         | Regionalliga West    | 39         | 0          | —     | —     | 2       | 0       | 41     | 0      |
| 2021/22                            | SV Straelen         | Regionalliga West    | 26         | 0          | —     | —     | 0       | 0       | 26     | 0      |
| 2022/23                            | KFC Uerdingen 05    | Oberliga Niederrhein | 40         | 0          | —     | —     | 2       | 0       | 42     | 0      |
| 2023/24                            | KFC Uerdingen 05    | Oberliga Niederrhein | 15         | 0          | —     | —     | 0       | 0       | 15     | 0      |
| 2024/25                            | KFC Uerdingen 05    | Regionalliga West    | 0          | 0          | —     | —     | 0       | 0       | 0      | 0      |
| Carrièretotaal                     | Carrièretotaal      | Carrièretotaal       | 305        | 0          | 2     | 0     | 16      | 0       | 323    | 0      |
| Bijgewerkt tot en met 27 juli 2024 |                     |                      |            |            |       |       |         |         |        |        |

1Overige officiële wedstrijden, te weten Play-offs en Niederrheinpokal.